# Beata Beatrix
Beata Beatrix är en oljemålning av den engelske konstnären Dante Gabriel Rossetti. Den målades 1864–1870 och ingår sedan 1889 i Tate Britains samlingar i London.
Motivet visar den döende Beatrice Portinari, Dante Alighieris ungdomskärlek och musa som han besjunger i I livets vår från 1293. Som modell satt konstnärens hustru Elizabeth Siddal, också känd från Ofelia (1851–1852) av John Everett Millais som liksom Rossetti var medgrundare till prerafaelitiska brödraskapet. Prerafaeliterna inspirerades av konsten före Rafael, främst italienskt 1400-talsmåleri (ungrenässansen), Dantes diktning och medeltida sagor och legender. Rossetti delade inte bara namn med Dante, han översatte även till engelska I livets vår som ingår i hans 1864 utgivna The Early Italian Poets. Han målade fler tavlor med motiv från denna berättelse, bland annat Dantes dröm från 1869–1871.

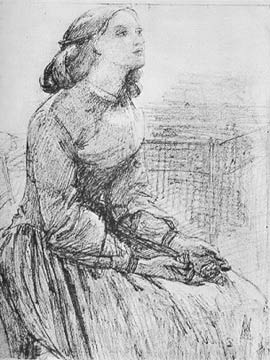
Rossettis skiss av Siddal från 1862.

Beatrice och Siddal hade det gemensamt att de båda dog unga; Siddal dog redan 1862 och oljemålningen Beata Beatrix baserades på en äldre skiss av henne som Rossetti gjorde när hon ännu var i liv. Han såg en parallell mellan Dante och sig själv eftersom både kände en bottenlös sorg när deras älskade dog. 
Målningen har en disig, transcendental karaktär som ger en känsla av en dröm eller vision och är fylld med symboliska referenser. I bakgrunden framskymtar två skuggiga figurer, till vänster en personifikation av kärleken, avbildad som en ängel, som i sin handflata håller den flimrande låga av Beatrices liv. Till höger står Dante Alighieri själv och iakttar ängeln. Bortom dem syns Ponte Vecchio i Florens, staden där Dantes berättelse utspelar sig. Beatrices förestående död framgår av duvan – symbol för den heliga anden – som faller ner mot henne med en vallmoblomma i näbben. Vallmon är en referens till opium som blev Siddals död då hon dog av en överdos laudanum. Duvan är en hänvisning till Siddal då Rossetti kärleksfullt kallade henne 'The Dove'. Både duvan och kärleksängeln är röda, färgen för passion. Beatrices död, som inträffade klockan nio den 9 juni 1290, förutses i soluret som kastar sin skugga över nio. 

## Andra versioner
När Rossettis mecenat William Graham (1817–1885) bad om en kopia av Beata Beatrix vägrade konstnären först givet den personliga motivet. Han ändrade sig senare och hans andra version är en så kallad predella, där en mindre bild undertill skildrar hur Beatrice och Dante återförenas i paradiset. Den målades 1871–1872 och donerades 1925 av Charles L. Hutchinson till Art Institute of Chicago. Den är något större än originalet och mäter 87,5 gånger 69,3 cm exklusive predellan.
En tredje version målades 1877, men var ännu ofullbordad vid Rossetti död 1882. Hans vän och konstnärskollega Ford Madox Brown avslutade arbetet med att fylla i bakgrunden. Den skiljer sig åt från övriga versioner genom att duvan är vit och vallmon röd. Den ingår i Birmingham Museum and Art Gallerys samlingar sedan 1891.
Edinburghversionen målades 1880 och har sedan 1928 tillhört Scottish National Gallery. 

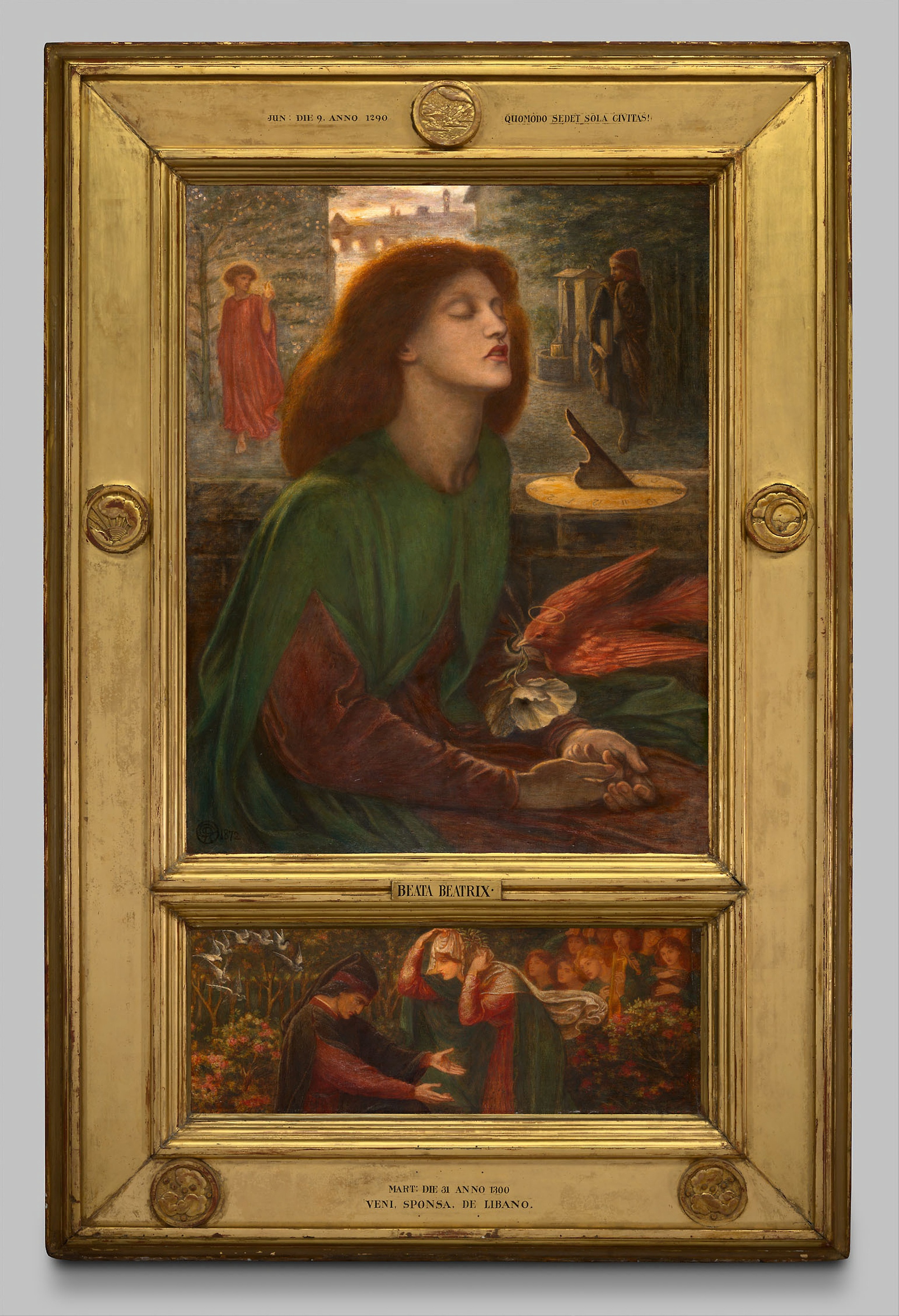
Version från 1871–1872 (87,5 × 69,3 cm), Art Institute of Chicago.
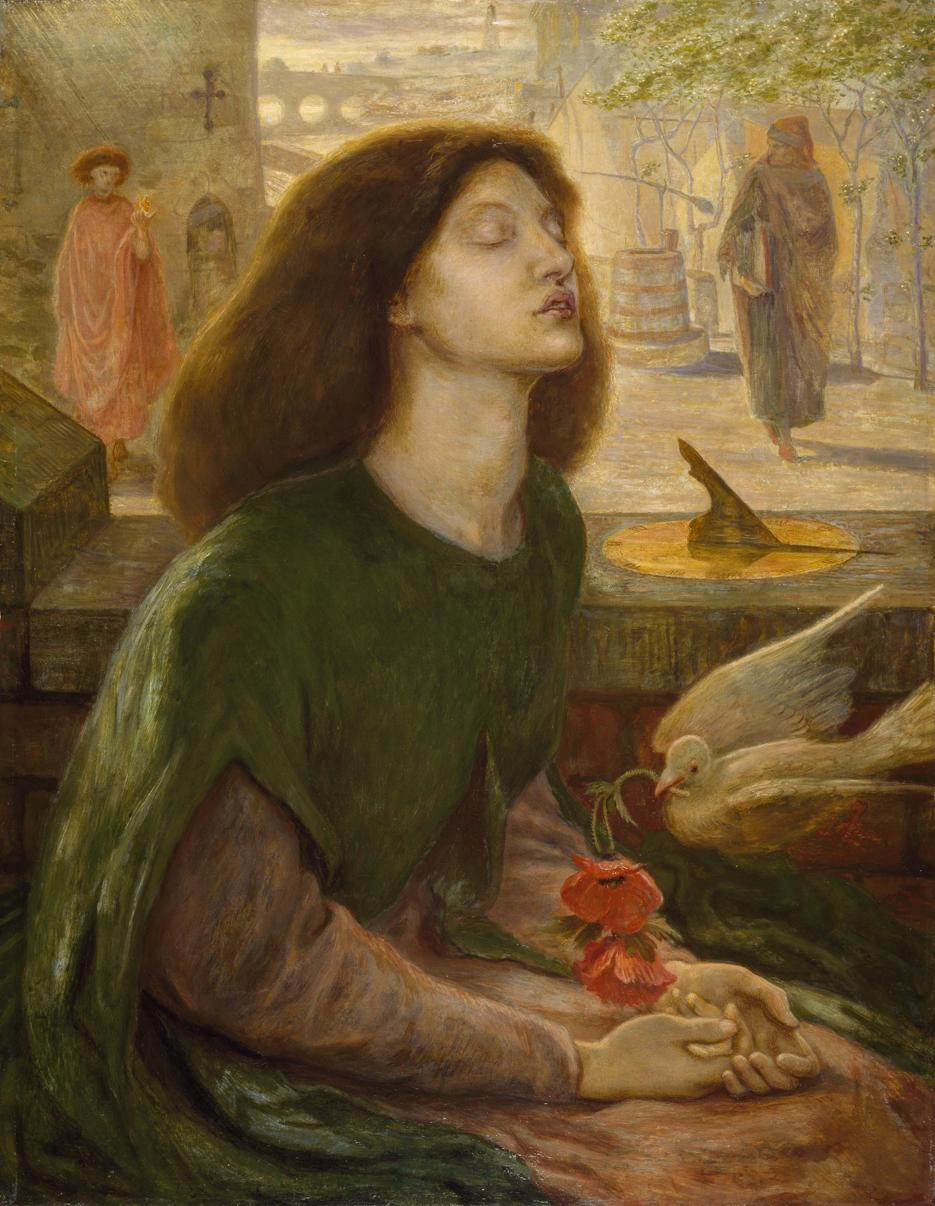
Version från 1877 (86.4 x W 68.2), Birmingham Museum and Art Gallery.
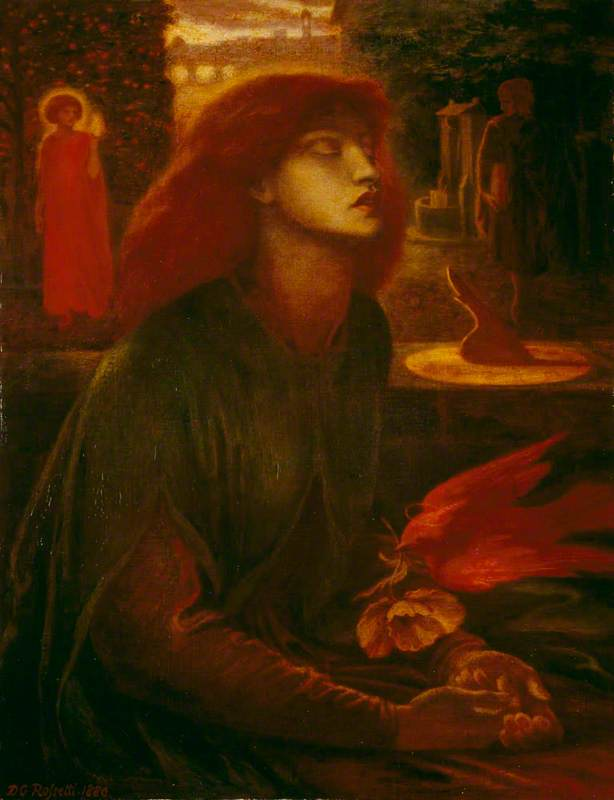
Version från 1880 (86 x W 66.7 cm), Scottish National Gallery.